# Smedby, Mörbylånga kommun
Smedby, eller Stora Smedby, är kyrkby i Smedby socken i Mörbylånga kommun på sydvästra Öland tre mil söder om Färjestaden. I byn ligger Smedby kyrka. 

## Historia

### Tidig historia
Smedbys ålder torde vara stor, namntypen är av en form som ofta bildats redan under järnåldern, och är den by som namngivit socknen. I dokument omtalas den dock första gången 1406 (ett belägg som dock kan syfta på byn Lilla Smedby) och 1474. Under 1500-talet omfattade byn fyra mantal skatte samt en skatteutjord som lydde under en av skattegårdarna i byn samt ett mantal frälse (anges 1544 tillhörigt Ture Bielke, 1548 Karl Eriksson Gyllenstierna och 1549 åter Ture Bielke). Hela byn anges 1567 vara nedbränd i samband med danskarnas härjning av Öland under Nordiska sjuårskriget.
Kronan lade genom Johan III anspråk på den öländska marken 1569 då den förklarades som konungens frikallade jaktpark. Under 1600-talet kom anspråket även att omfatta skogs- och trädväxter. Detta bestod till dess att Gustav IV Adolf 1801 beslutade upphäva kronans anspråk. Ryttmästare Axel Adlersparre ledde arbetet med att fördela marken mellan de öländska socknarnas gårdar. För varje enskild gård tilldelades socknen fyra tunnland av utmarken. Smedby tilldelades skiften på Stora alvaret tillsammans med socknens andra byar, dock inte Nedra Västerstad. Alvarmarkerna beskrevs vid tidpunkten som sidlänta med sandblandad alvarjord på grusbotten, men med områden där ”flisan överallt är synbar”. Smedby skiftade utmarken 1839, vid vilken tidpunkt nio gårdar var belägna i byn, en av dessa var prästgården.

### Infrastruktur och samhällsservice
I Smedby fanns tidigare en folkskola, vars byggnad ligger strax norr om Smedby kyrka och som uppfördes i slutet av 1860-talet. Skolan kom vid sekelskiftet 1900 att föräggas till en annan byggnad, och i dag är det Smedby hembygdsförening som disponerar folkskolebyggnaden vilken nu används som hembygdsgård. Under cirka 100 år, åtminstone från 1869 till 1960-talet fanns det en lanthandel i byn.
Länsväg 136 passerar Smedby.

### Idrott
Under cirka 40 år från 1947 till 1990-talet var bedrev Ölands Smedby IK idrottsverksamhet i byn i form av bland annat fotboll, bandy och tyngdlyftning.

## Personer från Smedby
- Margit Friberg (1904-1997)[3]